# Sebastian Rejman
Sebastian Rejman (Kallio, 1978. január 13. – ) finn énekes, színész és műsorvezető, The Giant Leap együttes gitárosa és énekese.
2019-ben az Eurovíziós Dalfesztiválon Darudével képviselhette Finnországot, azonban az első elődöntőben az utolsó helyen végzett.

## Élete
14 éves korában kezdett gitározni és énekelni.
2012-ben Lorenz Backmannal együtt bemutatta a Talent Suomi című műsort. 
2018 óta játssza a Jesse doktor karakterét a Syke című finn sorozatban.